# Aigars Fadejevs
Aigars Fadejevs (ur. 27 grudnia 1975 w Valce, zm. 17 grudnia 2024) – łotewski lekkoatleta, chodziarz. Trzykrotny olimpijczyk (1996, 2000, 2004), w tym medalista olimpijski z 2000 roku.
Duże sukcesy odnosił zarówno na 20:
- 6. miejsce na igrzyskach olimpijskich (Atlanta 1996)
- złoty medal młodzieżowych mistrzostw Europy w lekkoatletyce (Turku 1997), Fadejevs jest aktualnym rekordzistą tej imprezy (1:19:58)[2]
- srebro mistrzostw Europy w lekkoatletyce (Budapeszt 1998)

jak i 50 kilometrów:
- srebrny medal podczas igrzysk olimpijskich (Sydney 2000)
- 4. miejsce na mistrzostwach świata (Edmonton 2001)

## Rekordy życiowe
- Chód na 20 km – 1:19:25 (2002), rekord kraju
- Chód na 50 km – 3:43:18 (1998), rekord kraju

Fadejevs jest nieoficjalnym rekordzistą świata w chodzie na 15 km (58:23).